# Pilocrocis maceralis
Pilocrocis maceralis là một loài bướm đêm trong họ Crambidae.